# كلوديا هرنانديز
كلوديا هرنانديز (بالإسبانية: Claudia Hernández Oré)‏ هي متسابقة ملكة الجمال وعارضة بيروفية، ولدت في 1981 في ليما في بيرو.

## وصلات خارجية
- كلوديا هرنانديز على موقع IMDb (الإنجليزية)